# ألان كامبوس
ألان كامبوس (بالإنجليزية: Alan Campos)‏ هو لاعب كرة قدم أمريكية أمريكي، ولد في 3 مارس 1973 في ميامي في الولايات المتحدة.

## وصلات خارجية
- ألان كامبوس على موقع مرجع كرة القدم المحترفة.كوم (الإنجليزية)